# Mike Sweeney
Michael "Mike" Sweeney (Duncan (Colúmbia Britânica), 25 de dezembro de 1959) é um ex-futebolista profissional canadiano, que atuava como defensor.

## Carreira
Mike Sweeney fez parte do elenco da histórica Seleção Canadense de Futebol da Copa do Mundo de 1986 